# Antony Wattelier

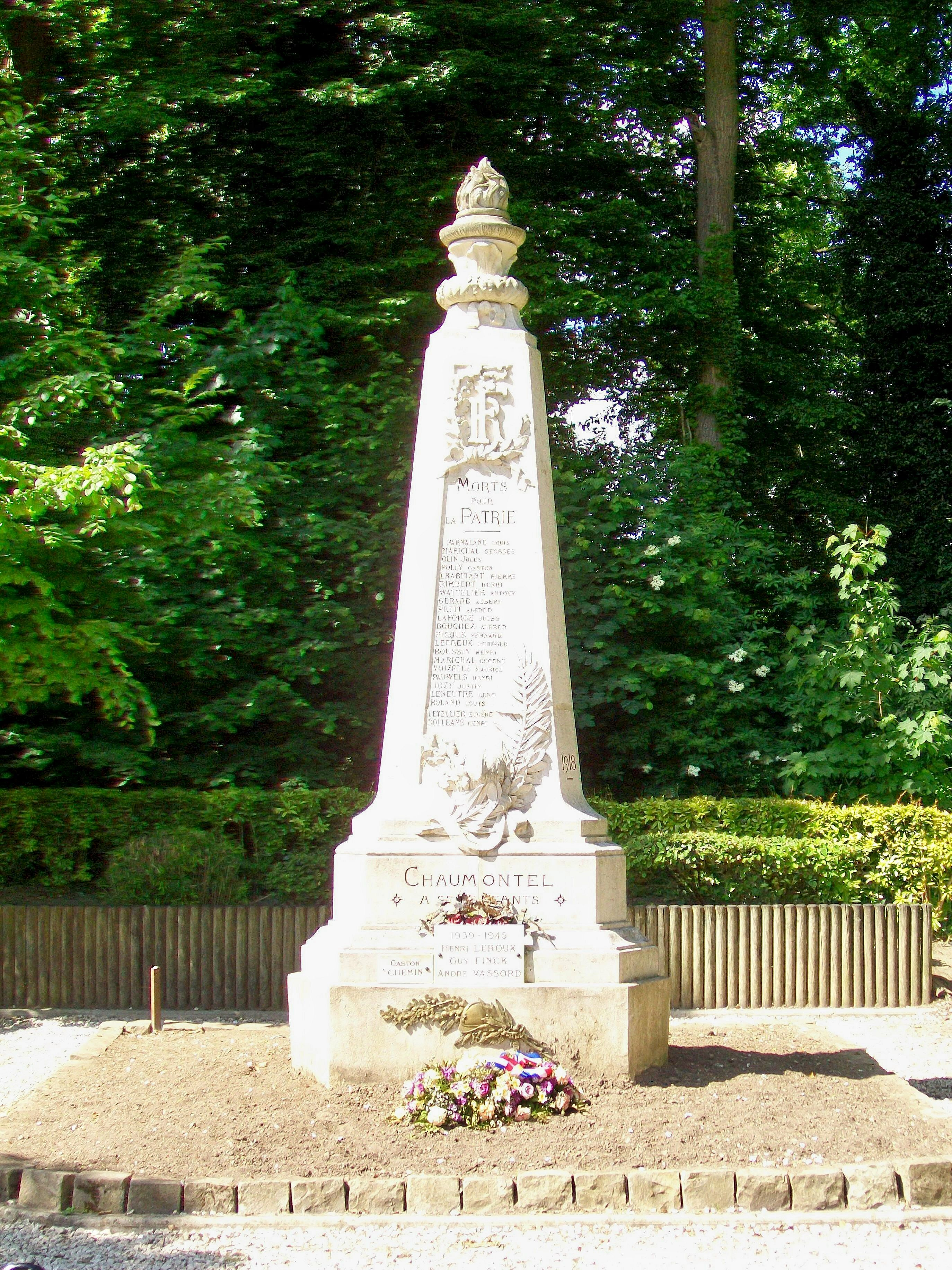
Kriegerdenkmal in Chaumontel, der Heimat seiner Familie, mit dem Namen von Antony Wattelier (siebter von oben)

Antony Eugène Wattelier, auch Antoine Wattelier, (* 15. Mai 1880 in Paris; † 31. Dezember 1914 in Fricourt) war ein französischer Radrennfahrer.
Antony Wattelier war der sechs Jahre jüngere Bruder des Rennfahrers Édouard Wattelier. Wie sein Bruder bestritt er in den frühen Jahren des Straßenradsports die klassischen Rennen. Der ganz große Sieg blieb ihm allerdings versagt.
Sieben Mal startete Wattelier bei der Tour de France, seine beste Platzierung war Rang zehn im Jahre 1906. 1910 wurde er Vierter bei Paris–Tours, 1905 belegte er bei Paris–Roubaix Platz 13 und Paris–Roubaix Platz 18. 1906 wurde er zudem gemeinsam mit Georges Landrieu Dritter beim Sechstagerennen von Toulouse, dem ersten seiner Art auf dem europäischen Kontinent.
Antony Wattelier fiel an Silvester 1914 als Soldat im Ersten Weltkrieg.

## Platzierungen bei der Tour de France
| Grand Tour         | 1905 | 1906 | 1907 | 1908 | 1909 | 1910 | 1911 | 1912 | 1913 |
| ------------------ | ---- | ---- | ---- | ---- | ---- | ---- | ---- | ---- | ---- |
| Tour de FranceTour | 15   | 10   | –    | 31   | 28   | DNF  | DNF  | –    | DNF  |

## Teams
- 1905 Peugeot-Wolber
- 1906 Alcyn-Dunlop
- 1907 Montabro
- 1908 Nil-Supra
- 1909 Femina Cycles
- 1910–1911 Lenain